# Kunst im öffentlichen Raum in Hamburg-Barmbek-Süd
Diese Liste von Kunst im öffentlichen Raum in Hamburg-Barmbek-Süd enthält dauerhaft aufgestellte Kunstwerke auf dem Gebiet des Stadtteils Barmbek-Süd der Freien und Hansestadt Hamburg, die sich im öffentlichen Raum befinden und von anerkannten Künstlern und Künstlerinnen geschaffen wurden. Viele dieser Kunstwerke sind durch das Programm Kunst am Bau (und dessen Folgeprogramme) gefördert oder mit öffentlichen Geldern angekauft worden, dies ist aber keine Voraussetzung für die Aufnahme. Ebenso mögen einige dieser Kunstwerke als Kulturdenkmal geschützt sein, aber auch das ist keine Voraussetzung für die Aufnahme in diese Liste.
Bauschmuck ist im Normalfall im Artikel über das Bauwerk darzustellen, und gehört nicht in diese Liste. Streetart kann Aufnahme in die Liste finden, wenn es zu dem konkreten Kunstwerk eine ausführliche Rezeption in der Kunstwissenschaft gibt und ein enzyklopädischer Artikel über die Streetart-Künstler oder -Künstlerin existiert oder vorstellbar wäre. Denkmäler, die an eine Person oder ein Ereignis erinnern, können in die Liste aufgenommen werden, wenn sie ob ihrer zumeist plastischen Gestaltung als Kunstwerk gelten können. Bei reinen Gedenktafeln ist das normalerweise nicht der Fall.
Basis der Zusammenstellung sind Datensätze der Hamburger Kulturbehörde von 2012 und 2018, eine Veröffentlichung der SAGA GWG von 2008, und verschiedene Veröffentlichungen von Kunsthistorikern zum Thema. Eine abschließende Liste von Literatur kann es nicht geben, jedoch ist für jeden Eintrag in die Liste ein konkreter Verweis auf eine amtliche Liste oder anerkannte Sekundärliteratur erforderlich.
Gestohlene oder zerstörte Kunstwerke, die ehemals in Hamburg-Barmbek-Süd aufgestellt waren, sind in einer separaten Liste aufgeführt.

## Legende
- Lage: Nennt die nächstgelegene Straße und, wenn vorhanden und sinnvoll, das nächstgelegene Bauwerk (mit Hausnummer) oder das umgebende Gebiet (z. B. einen Park) und gibt nötigenfalls Hinweise zur genauen Lage. Darunter werden - wenn vorhanden - auch die Geo-Koordinaten und das Wikidata-Logo als Verweis auf das Wikidata-Objekt angegeben. Die Spalte ist nach der Adresse sortierbar.
- Künstler/in: Name des Künstlers oder der Künstlerin, die das Kunstwerk geschaffen haben, verlinkt mit dem Wikipedia-Artikel zur Person. Die Spalte ist nach dem Nachnamen sortierbar.
- Beschreibung: Kurzbeschreibung des Werks, immer zuerst: Werktitel (kursiv), dann möglichst Material, Stil, Größe, Dargestelltes, Art der Förderung
- Jahr: Jahr der Fertigstellung des Kunstwerkes, wenn unbekannt dann das Jahr der Aufstellung. Hier kann nur ein einziges Jahr angegeben werden, kein Zeitraum. Weitere zeitliche Details zur Schaffung des Kunstwerkes (von–bis) können in der Beschreibung angegeben werden.
- Quelle: Kulturbehörde, SAGA, Literatur, jeweils mit Fußnote. Diese Angabe ist für eine Aufnahme in die Liste verpflichtend.
- Bild: Bild des Kunstwerks, mit Link auf Commons-Kategorie wenn vorhanden

Hinweis: Die Grundsortierung der Liste erfolgt nach der Adresse. Die Liste ist alternativ nach Künstler, Werktitel, Datierung oder Quelle sortierbar.

## Liste
| Lage | Künstler            | Beschreibung | Jahr      | Quelle                        | Bild |  |
| --- | ------------------- | --- | --------- | ----------------------------- | --- |  |
| Alter Teichweg 9 Am Torbogen, links und rechts (Lage) | Ludwig Kunstmann    | Zwei Frauenfiguren lebensgroße Statuen aus Keramik auf Sockeln | 1927      | Zabel S. 60                   | weitere Bilder |  |
| Alter Teichweg 9 Daniel-Bartels-Hof, im Innenhof (Lage) | Ludwig Kunstmann    | Tafel: „Daniel Bartels. Dem Dichter des Grillenscheuchers zum Gedächtnis. * 18. November 1818 † 13.6.1889“ gemauerter Brunnen mit verschiedenen Grillen-Ornamenten | 1927      |                               | |  |
| Bachstraße 80 Kita, Vorgarten (Lage) | unbekannt           | Holztiere (Storch und 3 Fische) | ?         | Kulturbehörde                 | weitere Bilder |  |
| Bramfelder Straße 9 vor Haus Flachsland, ehemaliges Jugendheim Flachsland, jetzt Hamburger Puppentheater und Hamburger Konservatorium (Lage)                    | Karl-Heinz Engelin  | „Flötenspieler und Stier“ KaB | 1962      | Kulturbehörde                 | weitere Bilder |  |
| Brucknerstraße 1 ehemalige Volksschule Brucknerstraße, jetzt Adolf-Schönfelder-Schule, Atrium für Angestellte/Innenhof Verwaltung (Lage)                        | Knud Knabe          | Brunnenplastik mit Wasserspiel KaB | 1973      | Kulturbehörde                 | Bild gesucht Die Wikipedia wünscht sich an dieser Stelle ein Bild vom Ort mit diesen Koordinaten 53.5829 10.03903 . Motiv: Brucknerstraße 1 Falls du dabei helfen möchtest, erklärt die Anleitung , wie das geht. BW   |  |
| Brucknerstraße 1 ehemalige Volksschule Käthnerort, jetzt Adolph-Schönfelder-Schule, Kreuzbau Treppenhaus über drei Stockwerke (Lage)                            | Diether Kressel     | Wandbilder (dreiteilig) KaB | 1959      | Kulturbehörde                 | Bild gesucht Die Wikipedia wünscht sich an dieser Stelle ein Bild vom Ort mit diesen Koordinaten 53.5829 10.03903 . Motiv: Brucknerstraße 1 Falls du dabei helfen möchtest, erklärt die Anleitung , wie das geht. BW   |  |
| Dehnhaide Platz an der Vogelweide (Lage) | Heiko Karn          | „Unter der Oberfläche“ KiöR, runde erhabene Fläche aus glasfaserverstärktem Kunststoff (GFK), Klinkersteine und Fahrbahnmarkierungsfarbe, Sieger eines Kunstwettbewerbs im Rahmen der Neugestaltung des Platzes, ist geeignet „den Blick des Betrachters für die Umgebung zu schärfen und zugleich nach innen […] zurückzulenken“                                                                         | 2006      | Kulturbehörde, BBK-Kulturwerk | weitere Bilder |  |
| Dehnhaide U-Bahnhof, Eingang Dehnhaide (Lage) | Almut Heer          | Fries vermutlich Direktauftrag | 1995      | Kulturbehörde                 | weitere Bilder |  |
| Dehnhaide 120 Schön Klinik Eilbek, Haupteingangsbereich Haus 7 (Lage)                                                                                           | Eduard Bargheer     | „Der Barmherzige Samariter“ KaB – Das große Mosaik zierte vormals das ehemalige Bettenhaus 7 des AK Eilbek. Es wurde im Zuge eines Neubaus abgenommen und auf Betreiben der Kultursenatorin Christina Weiss, des Bürgermeisters Ortwin Runde sowie der Eduard-Bargheer-Gesellschaft im Jahr 2004 im Eingangsbereich der Schön Klinik neu installiert und im Rahmen einer Bargheer-Ausstellung präsentiert | 1956–1957 | Kulturbehörde                 | |  |
| Eilbektal 111 ehemaliges AK Eilbek, jetzt Blutspendedienst, außen vor Treppenaufgang (Lage)                                                                     | Hans Kock           | Symbole des Blutbildes KaB | 1964      | Kulturbehörde                 | weitere Bilder |  |
| Friedrichsberger Park nahe Mühlenstraße, S Friedrichsberg (Lage)                                                                                                | Jens Peter Schmid   | Tanzende Hose Blau durchgefärbte Betonskulptur einer tanzenden Jeans | 1992      | Kulturbehörde                 | weitere Bilder |  |
| Heitmannstraße Spielplatz Richtung Bartholomäusstraße (Lage) | unbekannt           | Eichhörnchen | ?         | Kulturbehörde                 | |  |
| Hufnerstraße 28 Vor Verwaltungsgebäude (Lage) | Hans-Werner Könecke | Die Träumende Bronzefigur, Ankauf durch Baugenossenschaft Dennerstraße-Selbsthilfe (BDS) |           |                               | weitere Bilder |  |
| Humboldtstraße 30 Grundschule Humboldtstraße, Kreuzbau Treppenhaus (Lage)                                                                                       | Diether Kressel     | Wandbilder (mehrteilig) KaB | 1961      | Kulturbehörde                 | Bild gesucht Die Wikipedia wünscht sich an dieser Stelle ein Bild vom Ort mit diesen Koordinaten 53.573529 10.0273 . Motiv: Humboldtstraße 30 Falls du dabei helfen möchtest, erklärt die Anleitung , wie das geht. BW |  |
| Humboldtstraße 56 Ärztehaus und Kassenärztliche Vereinigung Hamburg (Lage)                                                                                      | Frank Rosenzweig    | Blickpunkt KVH mehrere freistehende Stelen aus weißgestrichenem Metall vor einer Plexiglasscheibe. Beim Herumgehen bildet sich die Buchstabenfolge „KVH“. Finanziert durch die Deutsche Apotheker- und Ärztebank. | 2017      |                               | weitere Bilder |  |
| Humboldtstraße 90/92, Schumannstraße 13–15 Innenhof/Garten (Lage)                                                                                               | Gert Müdde          | Spielskulptur, wellenförmige rote Mauerelemente SAGA | 1980      | Kulturbehörde                 | weitere Bilder |  |
| Marschnerstraße 37 zwischen Spielplatz und Parkplatz (Lage) | János Enyedi        | „Eingemauerter Mann“ (Helmut) SAGA | 1986      | Kulturbehörde                 | |  |
| Richardstraße 1 Staatliche Gewerbeschule für Holztechnik, G6, ehemalige Gewerbeschule Oberaltenallee, Ausstellungshalle, jetzt Cafeteria (Lage)                 | Annette Caspar      | Hafenmotiv KaB | 1958      | Kulturbehörde                 | Bild gesucht Die Wikipedia wünscht sich an dieser Stelle ein Bild vom Ort mit diesen Koordinaten 53.57353 10.03505 . Motiv: Richardstraße 1 Falls du dabei helfen möchtest, erklärt die Anleitung , wie das geht. BW   |  |
| Richardstraße 1 Staatliche Gewerbeschule für Holztechnik, G6, ehemalige Gewerbeschule Oberaltenallee, Foyer Verwaltungstrakt (Lage)                             | Fritz Husmann       | Wandgestaltung KaB | 1958      | Kulturbehörde                 | Bild gesucht Die Wikipedia wünscht sich an dieser Stelle ein Bild vom Ort mit diesen Koordinaten 53.57353 10.03505 . Motiv: Richardstraße 1 Falls du dabei helfen möchtest, erklärt die Anleitung , wie das geht. BW   |  |
| Richardstraße 1 Staatliche Gewerbeschule für Holztechnik, G6, ehemalige Gewerbeschule Oberaltenallee, westliche Fassade der Pausenhalle/Verwaltungstrakt (Lage) | Berto Lardera       | „Die Stunden und die Tage“ (2tlg) KaB | 1958      | Kulturbehörde                 | weitere Bilder |  |
| Uferstraße 10 Berufliche Schule, auf Eingangsmauer (Lage) | Friedrich Wield     | Kauernde Kunst im Stadtbild bis 1950 | 1926      | Kulturbehörde                 | |  |
| Uferstraße 9 Volksschule Uferstraße 9, Treppenhaus (Lage) | Tom Hops            | 3 Wandbilder „Wasser, Erde, Luft“ KaB | 1957      | Kulturbehörde                 | Bild gesucht Die Wikipedia wünscht sich an dieser Stelle ein Bild vom Ort mit diesen Koordinaten 53.57064 10.03794 . Motiv: Uferstraße 9 Falls du dabei helfen möchtest, erklärt die Anleitung , wie das geht. BW      |  |
| Von-Essen-Straße 82–84 Hansa-Kolleg (Lage) | unbekannt           | Lesende Frau u. a. Bauschmuck Kunst im Stadtbild bis 1950 | ? (älter) | Kulturbehörde                 | |  |
| Von-Essen-Straße 83–85 (Lage) | Kurt Bauer          | Drei Pinguine SAGA | 1957      | Kulturbehörde                 | weitere Bilder |  |
| Wagnerstr 38 Kinderheim Wagnerstraße, jetzt Kita Wagnerstraße, Vorgarten, an Fußgängerweg (Lage)                                                                | Kurt Bauer          | „Hahn“ KaB | 1955      | Kulturbehörde                 | |  |
| Wagnerstraße 50 (Lage) | Rolf Kretschmann    | Mann, Frau und Baby an Hauswand SAGA, Kunstschmiedearbeiten, wurde im Jahr 2011 entfernt | 1963      | SAGA                          | Bild gesucht Die Wikipedia wünscht sich an dieser Stelle ein Bild vom Ort mit diesen Koordinaten 53.572494 10.038142 . Motiv: Wagnerstraße 50 Falls du dabei helfen möchtest, erklärt die Anleitung , wie das geht. BW |  |